# بيرتا بيرنس
بيرتا بيرنس (بالألمانية: Wilhelmine Heimburg) (و. 1850 – 1912 م) هي كاتِبة ألمانية، توفيت عن عمر يناهز 62 عاماً. وقد استخدمت الاسم المستعار دبليو. هايمبورغ (المعروف أيضًا باسم فيلهلمين هايمبورغ). وأكملت كتابة رواية "البيت الأول" لمارليت بعد وفاتها في غارتنلاوب، والتي نُشرت فيها معظم رواياتها. وهي ابنة الممثلة والكاتبة المسرحية الألمانية شارلوته بيرش بفايفر.